# 费尔特博兹
费尔特博兹，是匈牙利杰尔-莫雄-肖普朗州所辖的一个村。总面积13.63平方公里，总人口252，人口密度18.5人/平方公里（2011年1月1日）。